# Athyrium interjectum
Athyrium interjectum är en majbräkenväxtart som beskrevs av Ren-Chang Ching. Athyrium interjectum ingår i släktet Athyrium och familjen Athyriaceae. Inga underarter finns listade.